# Сент Мериз (Аљаска)
Сент Мериз (енгл. St. Marys) град је у америчкој савезној држави Аљаска.

## Демографија
По попису из 2010. године број становника је 507, што је 7 (1,4%) становника више него 2000. године.
| Група             | 2000.      | 2010.     |
| Белци             | 55 (11,0%) | 19 (3,7%) |
| Афроамериканци    | 0 (0,0%)   | 0 (0,0%)  |
| Азијати           | 5 (1,0%)   | 0 (0,0%)  |
| Хиспаноамериканци | 2 (0,4%)   | 0 (0,0%)  |
| Укупно            | 500        | 507       |